# IOTA (kryptowaluta)
IOTA (wywodząca się z najmniejszej litery alfabetu greckiego Iota) – cyfrowy system płatności – zwany również kryptowalutą. Oprogramowanie referencyjne do rozliczania płatności IOTA zostało opublikowane jako open source. IOTA koncentruje się na bezpiecznej komunikacji i płatnościach między dwiema maszynami w ramach Internetu przedmiotów (IoT, z ang. Internet of Things). Celem projektu jest szybkie przetwarzanie transakcji bez wysokich nakładów obliczeniowych i bez ponoszenia kosztów. Na koniec 2017 roku kapitalizacja rynkowa wyniosła około 12 miliardów dolarów. IOTA była wówczas jedną z dziesięciu największych kryptowalut.